# Hardknott Pass
De Hardknott Pass is een bergpas in het Engelse Lake District. Deze bergpas is gekend als de steilste weg in Engeland met een hellingsgraad van 33 % op sommige stukken. Aan de westelijke kant van Hardknott Pass ligt het Hardknott Roman Fort.

## Etymologie
De pas is genoemd naar Hard Knott een heuvel van 549 m hoog, vlak bij het hoogste punt van de bergpas. De Oudnoorse woorden harthr en knutr betekenen harde steile rots.

## Geografie
Een eenstrooksweg loopt vanaf Eskdale in het westen naar de Wrynose Pass en verderop naar Ambleside. De brug over de Cockley Beck scheidt beide passen van elkaar. Het eiland Man en de Ierse Zee zijn vanaf Hard Knott te zien bij helder weer. Hardknott Pass wordt beschreven als een van de meest uitdagende wegen in het Groot-Brittannië. Een aantal haarspeldbochten maakt het zicht moeilijk op verscheidene plaatsen. De pas is vaak gesloten in de winter omwille van ijs en sneeuw.

## Geschiedenis
De Hardknott Pass werd door de Romeinen rond 110 n.Chr. onder het bewind van Hadrianus aangelegd om hun garnizoenen te Kendal en Ambleside via dit kamp te verbinden met het fort in Ravenglass aan de westkust waarvan nu enkel nog het badhuis rest. De weg werd niet meer onderhouden na het vertrek van de Romeinen in het begin van de 5e eeuw maar bleef later een onverharde route voor pakpaarden. Er bestaat een document uit 1138 dat de passage van monniken over de pas vermeldt.
Een groep hoteliers probeerde rond 1880 de weg te verbeteren om toeristen aan te trekken. Rond 1891 zagen ze in dat hun inspanningen geen succes hadden. Toch had de route enige populariteit bij fietsers en vroeggemotoriseerden. Deze laatsten slaagden in 1913 voor het eerst in hun opzet. Een tijdschrift beschreef het traject als moeilijk in westelijke richting, onbarmhartig richting oosten. Tijdens de Tweede Wereldoorlog werd het gebied gebruikt voor tankoefeningen. Na de oorlog werd de oorlogsschade hersteld en de weg geasfalteerd.
Het huidige traject volgt niet het Romeins traject. Dat laatste ligt aan de westelijke kant meer noordwaarts en aan de andere zijde iets zuidelijker.

## Galerij

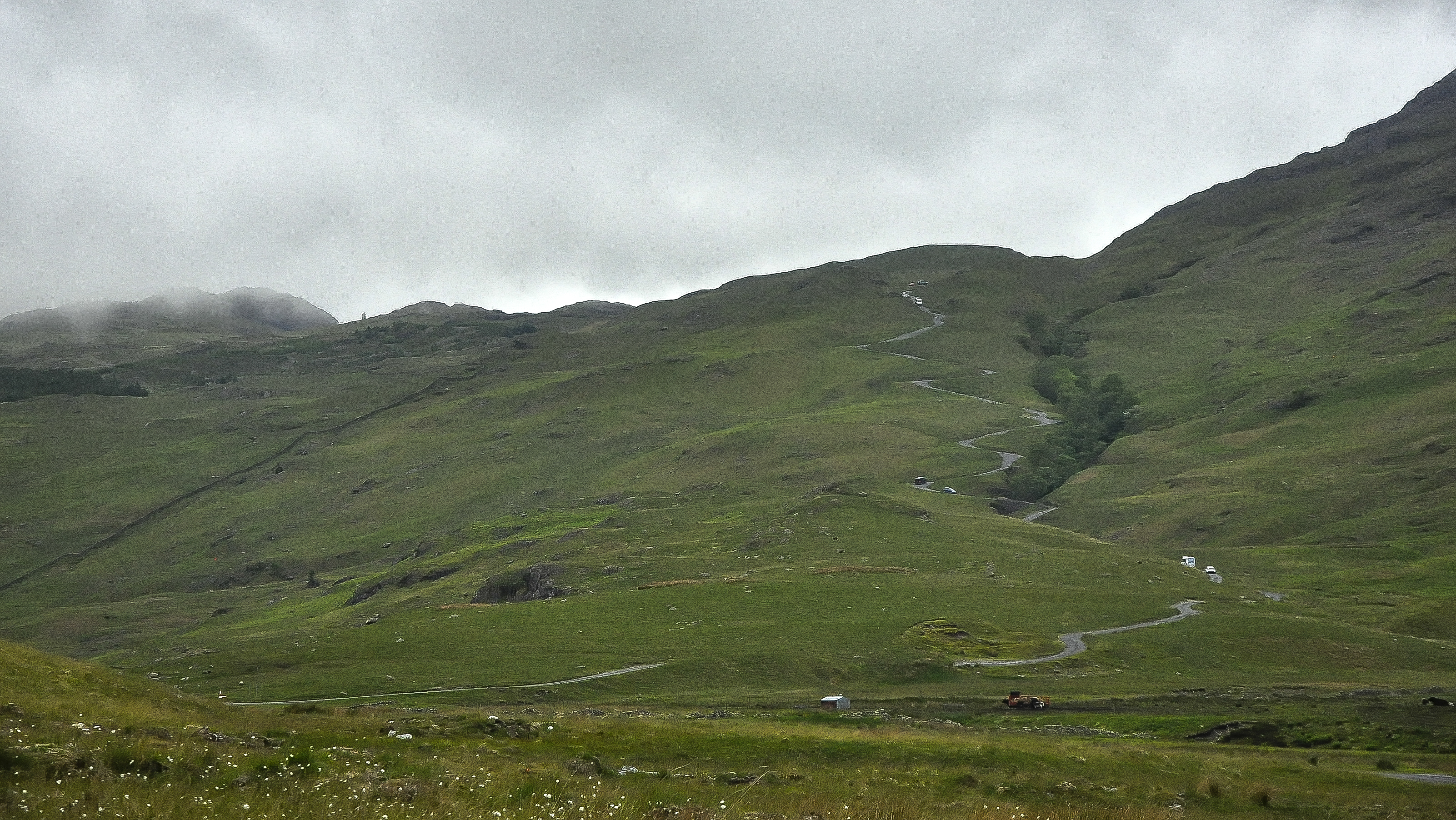
De oostelijke zijde van de Hardknott Pass, bekeken vanaf Wrynose Pass
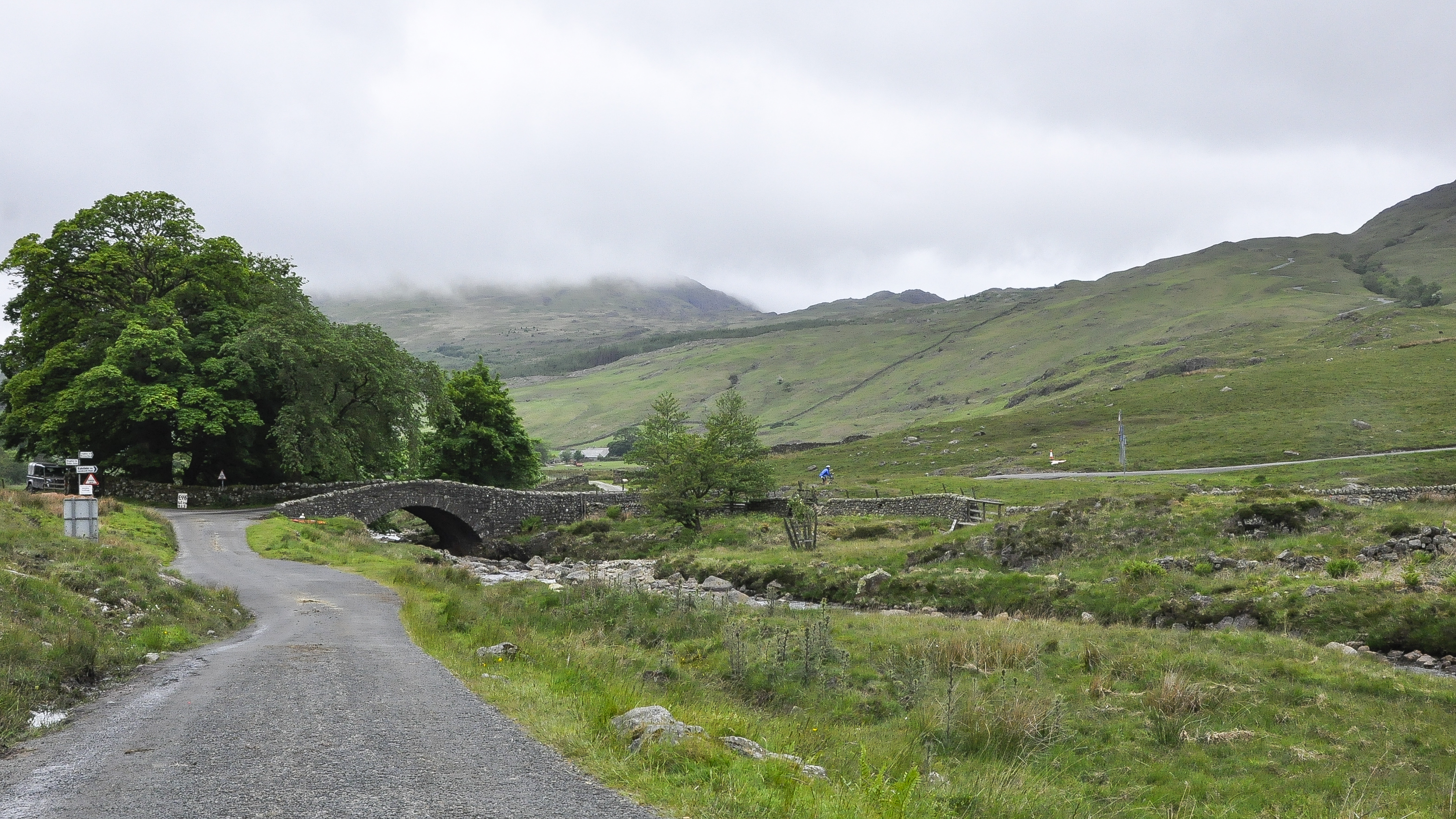
De brug over Cockley Beck vanaf Wrynose Pass met rechts van de brug Hardknott Pass
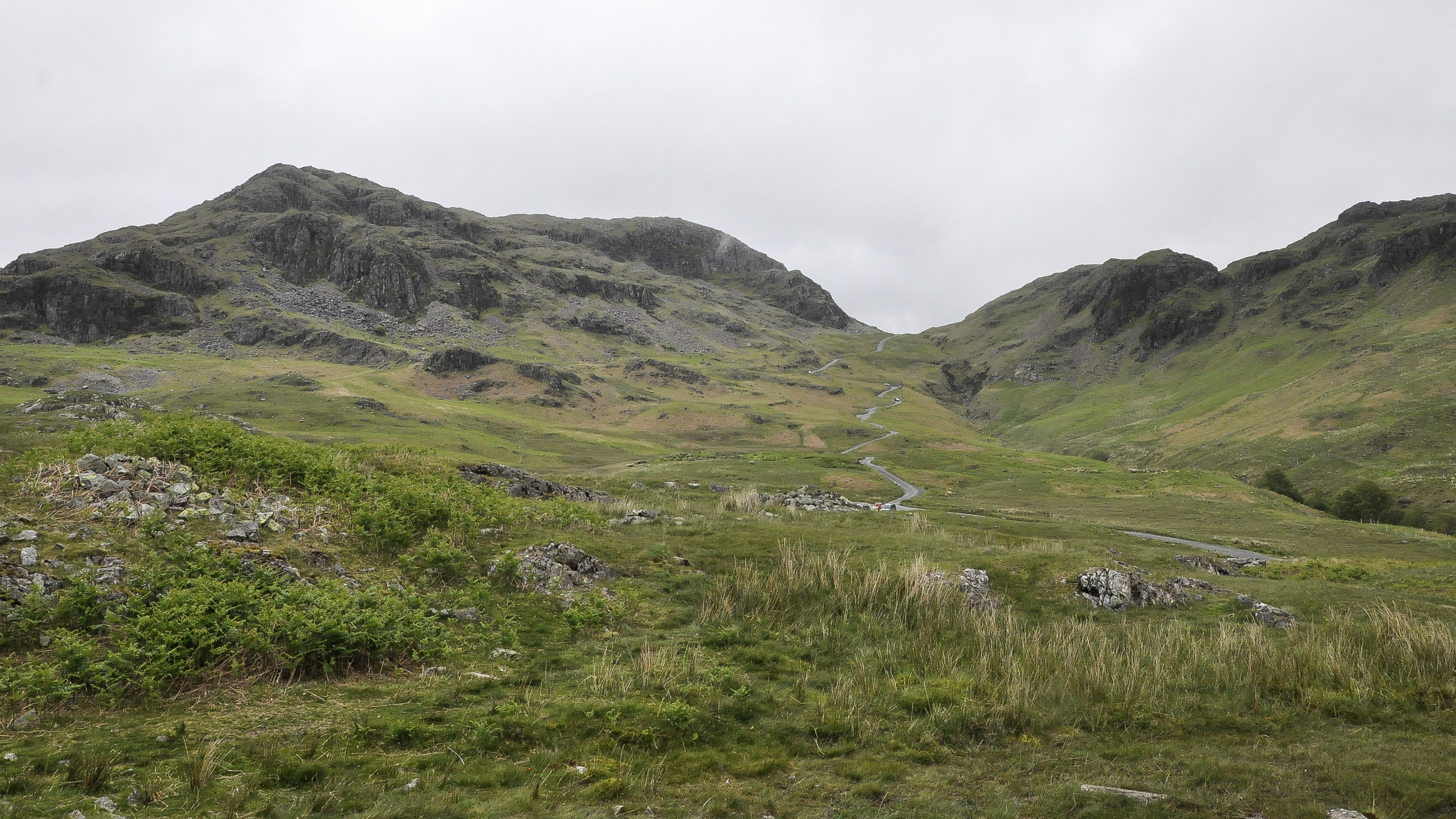
De westelijke zijde van Hardknott Pass vanaf het Romeins fort
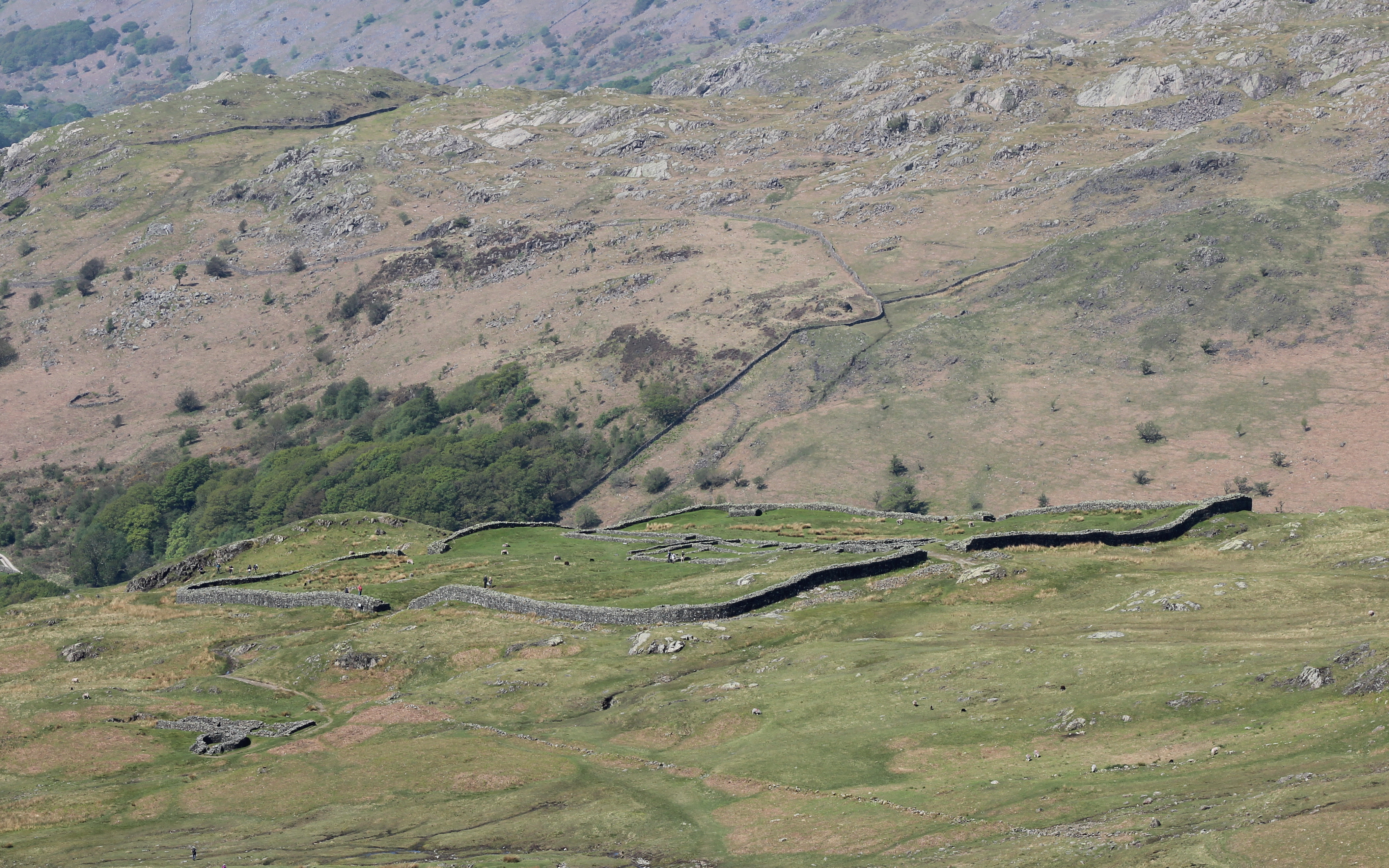
Romeinse fort vanaf pas